# 本尼尔·大流士
本尼尔·克比尔·大流士（Beneil Khobier Dariush；1989年5月6日—）是一名美国职业综合格斗家，效力于UFC轻量级。

## 生平
他在伊朗的一个农场出生长大，是一名亚述基督徒。九岁时，他和妹妹、父母移民美国投奔亲戚，当时本尼尔还不会说英语。
成年后的大流士仍信仰基督教，并常在UFC活动中申明这一点。他在海地赞助了一所孤儿院和基督教学校（Cap-Haitien Children's Home）。
大流士于2007年开始学习巴西柔术，仅用了五年时间就获得黑带，2014年1月15日首次亮相UFC。